# Nyctemera amplificata
Nyctemera amplificata là một loài bướm đêm thuộc phân họ Arctiinae, họ Erebidae.